# Ларкспер (Колорадо)
Ларкспер (енгл. Larkspur) град је у америчкој савезној држави Колорадо.

## Демографија
По попису из 2010. године број становника је 183, што је 51 (-21,8%) становника мање него 2000. године.
| Група             | 2000.       | 2010.       |
| Белци             | 227 (97,0%) | 158 (86,3%) |
| Афроамериканци    | 0 (0,0%)    | 3 (1,6%)    |
| Азијати           | 0 (0,0%)    | 1 (0,5%)    |
| Хиспаноамериканци | 4 (1,7%)    | 12 (6,6%)   |
| Укупно            | 234         | 183         |